# Moon Ga-young
Moon Ga-young (kor. 문가영; ur. 10 lipca 1996 w Karlsruhe) – południowokoreańska aktorka i modelka. Najbardziej znana jest z ról w serialach Heartstrings (2011), EXO Next Door (2015), Tempted (2018), Welcome to Waikiki 2 (2019), Find Me in Your Memory (2020), True Beauty (2020–2021), Link: Eat, Love, Kill (2022) i The Interest of Love (2022–2023).

## Wczesne lata
Moon Ga-young urodziła się w Karlsruhe w Niemczech w rodzinie z Korei Południowej. Gdy miała 10 lat, jej rodzina przeprowadziła się z powrotem do Korei Południowej.

## Kariera
Moon Ga-young rozpoczęła swoją karierę aktorską w 2006 roku, mając zaledwie 10 lat. Ga-young była dziecięcą aktorką, która występowała zarówno w filmie, jak i telewizji.
W 2014 roku zagrała swoją pierwszą główną rolę jako tytułowa postać w dramacie kryminalno-romantycznym Mimi, składającym się z czterech odcinków, który został wyemitowany przez Mnet.
W kwietniu 2015 roku zagrała główną kobiecą rolę w internetowym dramacie EXO Next Door, który został wyemitowany na Naver TV Cast. Następnie zagrała role drugoplanowe w popularnych serialach telewizyjnych Don't Dare to Dream oraz Live Up to Your Name.
W 2017 roku zagrała w specjalnym dramacie Waltzing Alone.
W 2018 roku zagrała główną rolę w dramacie romantycznym Tempted, opartym na francuskiej powieści z XVIII wieku Les Liaisons Dangereuses. Jej rola przyniosła jej nagrodę Excellence Award jako najlepsza aktorka w dramacie emitowanym w poniedziałki i wtorki na gali MBC Drama Awards.
W 2019 roku została obsadzona jako jedna z głównych postaci w serialu komediowym Welcome to Waikiki 2.
W 2020 roku zagrała główną rolę kobiecą w romantycznym serialu telewizyjnym Find Me in Your Memory. Moon Ga-young zagrała także główną rolę kobiecą, Lim Ju-kyung, w serialu True Beauty, który został wyemitowany na kanale tvN w grudniu 2020 roku.
W 2022 roku zagrała w melodramacie fantasy TVN Link: Eat, Love, Kill oraz w romansie biurowym JTBC The Interest of Love.

## Filmografia

### Filmy
| Rok  | Tytuł                 | Rola             |
| ---- | --------------------- | ---------------- |
| 2006 | To Sir, with Love     | młoda Eun-young  |
| 2007 | Bunt                  | Oh Ye-ryung      |
| 2007 | Black House           | Chul-yeon (głos) |
| 2007 | Shadows in the Palace | Il-won           |
| 2007 | Our Town              | młoda So-yeon    |
| 2008 | Do You See Seoul?     | Bun-rye          |
| 2013 | Killer Toon           | Jo Seo-hyun      |
| 2015 | Salut d'Amour         | Ah-young         |
| 2015 | Island                | Yeon-joo         |
| 2016 | Eclipse               | Eun-young        |
| 2016 | Twenty Again          | Soo-mi           |

### Seriale
| Rok       | Tytuł                       | Rola                | Stacja telewizyjna | Uwagi                     |
| --------- | --------------------------- | ------------------- | ------------------ | ------------------------- |
| 2006      | Fallen Angel, Jenny         | Hye-mi              | Mnet               |                           |
| 2007      | Cloudy Today                | Ri-na               | EBS                |                           |
| 2007      | Prince Hours                |                     | MBC                |                           |
| 2007      | By My Side                  | młoda Seo Eun-joo   | MBC                |                           |
| 2007      | Witch Yoo Hee               | młoda Ma Yoo-hee    | SBS                |                           |
| 2007      | Merry Mary                  | młoda Hwang Mae-ri  | MBC                |                           |
| 2007      | Hometown Over the Hill      | Na Hae-young        | KBS1               |                           |
| 2008      | Bitter Sweet Life           | Ha Na-ri            | MBC                |                           |
| 2009      | Ja Myung Go                 | młoda So-so         | SBS                |                           |
| 2009      | Friend, Our Legend          | młoda Choi Jin-sook | MBC                |                           |
| 2010      | Goods Friends               | Kang Soo-ji         | KBS2               |                           |
| 2010      | The Reputable Family        | młoda Dan-yi        | KBS1               |                           |
| 2010      | Bad Guy                     | młoda Hong Tae-ra   | SBS                |                           |
| 2011      | Heartstrings                | Lee Jung-hyun       | MBC                |                           |
| 2012      | Just an Ordinary Love Story | młoda Kim Yoon-hye  | KBS2               | Drama Special Series      |
| 2013      | Who Are You?                | Dan Oh-reum         | tvN                | udział gościnny, odc. 1-2 |
| 2013      | Wang's Family               | Wang Hae-bak        | KBS2               |                           |
| 2014      | Mimi                        | Mi-mi               | Mnet               |                           |
| 2015      | EXO Next Door               | Ji Yeon-hee         | Naver TV Cast      |                           |
| 2015      | The Merchant: Gaekju 2015   | Wol-yi              | KBS2               |                           |
| 2016      | Mirror of the Witch         | Sol-gae             | JTBC               |                           |
| 2016      | Don't Dare to Dream         | Lee Ppal-gang       | SBS                |                           |
| 2017      | Live Up to Your Name        | Dongmakgae          | tvN                |                           |
| 2017      | Waltzing Alone              | Kim Min-Sun         | KBS2               | Drama Special             |
| 2018      | Tempted                     | Choi Soo-ji         | MBC                |                           |
| 2019      | Welcome to Waikiki 2        | Han Soo-yeon        | JTBC               |                           |
| 2020      | Find Me in Your Memory      | Yeo Ha-jin          | MBC                |                           |
| 2020–2021 | True Beauty                 | Lim Ju-kyung        | tvN                |                           |
| 2022      | Sh**ting Stars              | Yeo Ha-jin          | tvN                | cameo, odc.6              |
| 2022      | Link: Eat, Love, Kill       | Noh Da-hyun         | tvN                |                           |
| 2022–2023 | The Interest of Love        | Ahn Soo-young       | JTBC               |                           |